# チャールズ・カスト (第3代準男爵)
第3代準男爵サー・チャールズ・レオポルド・カスト（英: Sir Charles Leopold Cust, 3rd Baronet,GCVO CB CMG、1864年2月27日 - 1931年）は、イギリスの海軍軍人、廷臣。国王ジョージ5世の友人であり、1892年から死去するまで侍従武官を務めた。
軍人としての最終階級は、海軍大佐。

## 生涯
サー・レオポルド・カストとその妻シャーロット（チャールズ・ブリッジマン海軍中将の娘）の息子として生まれた。
1878年に父より準男爵位を継承した。翌年、イギリス海軍に入隊した。海軍でジョージ王子（女王ヴィクトリアの孫）と知り合った。海軍兵学校時代のジョージ王子とは気の置けない関係で、王子の日記には「あのチャールズ・カストの奴め」と書かれている。
1887年に中尉に昇進、1892年のエジプト出兵に従軍した。のち、装甲フリゲート艦マイノーター、砲塔艦サンダラー乗組となる。
1892年にヨーク公爵ジョージ王子の侍従武官に就任し、死去するまでの39年にわたり務めた。王子が国王ジョージ5世として即位したのちも親しい間柄で、カストは晩年も国王にむかって「こんな馬鹿げたことは生まれて聞いたことがない」と直言するほどの仲であったという。
1931年に死去した。